# Metsäsaari (ö i Norra Savolax, Norra Savolax)
Metsäsaari är en ö i Finland. Den ligger i sjön Pielavesi och i kommunen Pielavesi i den ekonomiska regionen  Övre Savolax ekonomiska region  och landskapet Norra Savolax, i den centrala delen av landet, 400 km norr om huvudstaden Helsingfors. Öns area är 1,3 hektar och dess största längd är 160 meter i sydöst-nordvästlig riktning.